# Climate Emergency Fund
Climate Emergency Fund (CEF) est un fonds et un réseau créé en 2019 visant à soutenir « les activistes individuels et les organisations œuvrant pour sensibiliser le public à la menace du changement climatique ». Ce bailleur de fonds soutient le réseau A22 dont est membre Dernière Rénovation, Just Stop Oil, ou encore Soulèvement de la dernière génération.

## Création

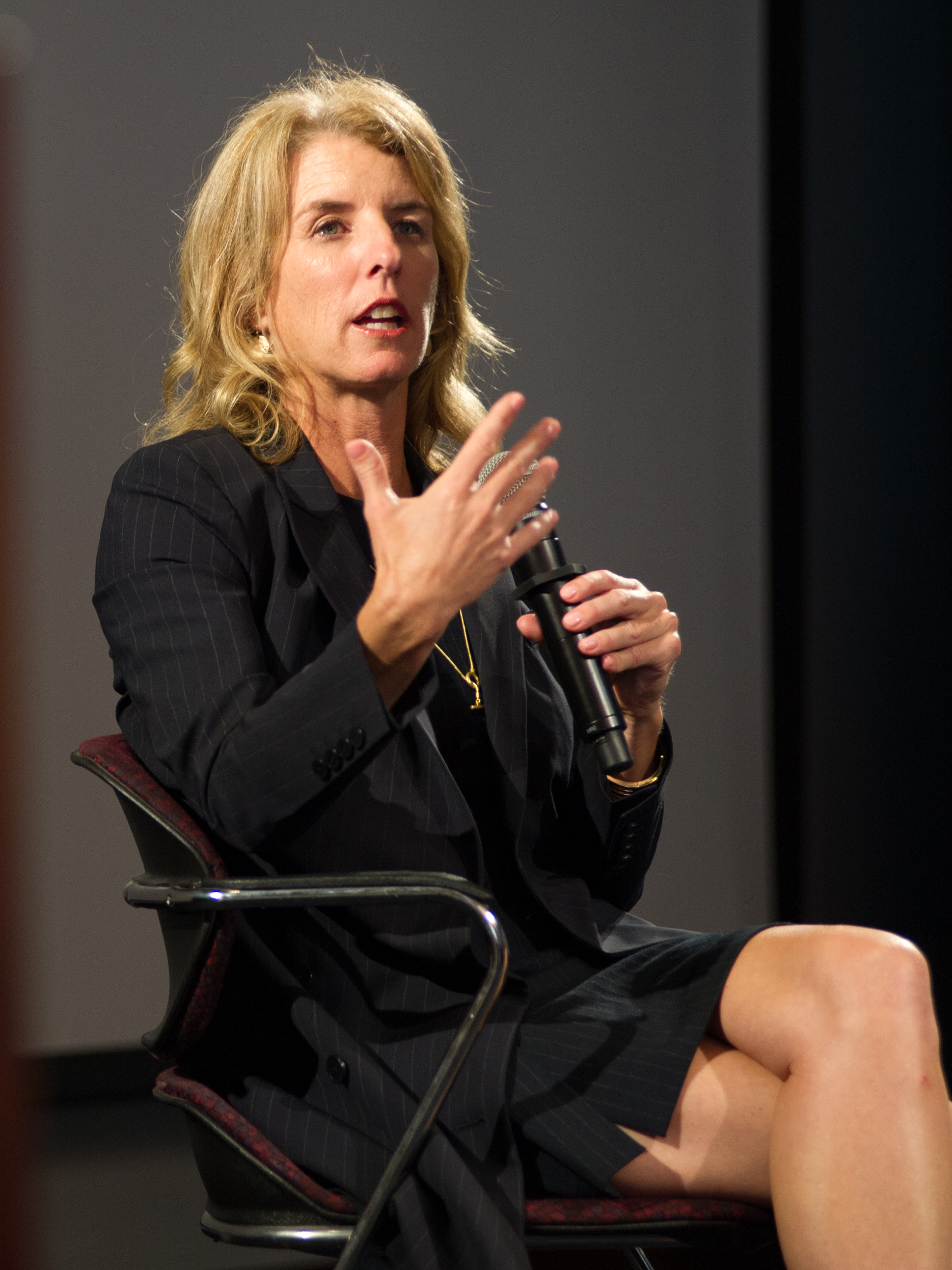
Rory Kennedy, une des trois fondatrices de Climate Emergency Fund.

Le Climate Emergency Fund est créé en 2019 par l'initiative de trois fondateurs,. Trevor Nelson a vécu en novembre 2018 les flammes d'un feu près de son domicile ravageant l'Etat de Californie l'obligeant lui et sa famille à fuir. Avec ses voisines Rory Kennedy et Aileen Getty, il décide alors de soutenir les actions de blocage d'Extinction Rebellion puis créé le Climate Emergency Fund afin de récolter des fonds et de les disbribuer à de nombreuses associations et mouvements prônant la désobéissance civile : 
- Trevor Nelson, entrepreneur à succès et ancien de la fondation Bill & Melinda Gates
- Rory Kennedy, réalisatrice et productrice de documentaires américaine, fille posthume de Robert F. Kennedy, sénateur américain de l'État de New York et ancien procureur général des États-Unis, .
- Aileen Getty, fille et héritière de J. Paul Getty (1892-1976), industriel américain multimilliardaire qui a fondé Getty Oil.

Trevor Nelson a depuis pris ses distances avec l'organisation dénonçant « certaines actions contre-productives et déroutantes, et le soutien de groupes qui semblent vouloir créer le chaos pour le chaos », et déplore la « défiguration de l'art par les militants qui ne répond pas [selon lui] à faire avancer le monde vers la décarbonisation et le large soutien public dont le mouvement a besoin ».
Ce modèle de fonds suit le modèle d'autres fonds créés précédemment tels que l'Equation Campaign, structure finançant des militants créés par les héritiers de l'empire Rockefeller ou Open Society fondé par Georges Soros.

## Conseil d'administration
De nombreuses personnalités composent son conseil d'administration : 
- Le réalisateur Adam McKay[2].
- La réalisatrice et productrice Geralyn Dreyfous
- La gestionnaire du Fondation d'Aileen Getty, Sarah Ezzy
- La productrice Shannon O'Leary Joy

## Actions
Climate Emergency Fund, doté de plusieurs millions d'euros, finance de nombreuses actions militantes radicales dont Extinction Rebellion ou encore Scientist Rebellion, et prend part au financement du réseau A22 dont est membre Dernière Rénovation et Just Stop Oil. D'autres associations bénéficient de leurs financements tels Action non-violente COP21 et Alternatiba.